# 오메기떡
오메기떡은 대한민국에서 가장 큰 섬인 제주특별자치도 특유의 떡이다. 전통적인 오메기떡은 오메기술을 만드는 과정에서 생겨난 부산물이다. 현대적인 형태의 오메기떡은 완전히 다른 재료를 사용하며 주로 방문객을 위한 지역 특산품 음식으로 판매하기 위해 "전통적인" 것으로만 포장 및 판매된다. 지금은 제주도 관광객들 사이에서 가장 잘 팔리는 기념품 중 하나이다.

## 만드는 법

### 전통식 오메기떡
전통적인 오메기떡과 오메기술의 주 재료는 한때 제주도에서 대량으로 생산되었던 차조이다. 21세기 이전의 전통적인 제주 가정에서는 쌀이나 밀과 같이 구하기 어려운 많은 곡물 대신에 차조를 사용했다. 이는 제주 전통 요리가 다른 한국 전통 요리와 어떻게 다른지 보여주는 예시 중 하나이다. 제주도의 요리는 한국 내륙 지방의 다른 지역에 비해 더 제한된 다양한 식자재로 발전했기 때문에 일부 전통 음식은 이 전통 오메기떡 같이 맛이 덜하고 더 소박한 경향이 있다. 또한 제주인들은 보통 떡을 안주용으로 사용하는 대신 굿 행사 때 신에게 바치는 제물로 주로 사용했다. 이러한 목적 때문에 대부분의 전통적인 제주 떡은 맛이 없고 본래의 형태로는 시장성이 별로 없다.
전통적인 오메기떡과 오메기떡을 만드는 과정은 차조, 누룩, 물만 있으면 된다. 요즘 시중에서 파는 대부분의 오메기떡은 그렇지 않지만 제주도의 음식이라는 개념을 중심으로 한 독특한 문화를 보존하기 위해서는 전통적인 과정을 검토할 가치가 있다.
먼저 차조를 물에 불린 후 갈아서 차조가루를 만든다. 그런 다음 가루를 물과 섞어 반죽에 반죽한다. 그런 다음 반죽을 작은 도넛처럼 가운데가 움푹 들어간 작은 타원형 모양으로 말아서 완전히 익히도록 한다. 그런 다음 물에 끓인다. 위로 올라오면 익힌 반죽을 물에서 꺼낸다. 익힌 반죽의 일부를 오메기떡으로 먹기 위해 따로 보관하는 것은 이 과정의 단계이다. 이렇게 익힌 차조 반죽을 아이들에게 간식으로 주기 전에 부모나 조부모님이 이 반죽을 팥고물(주로 토핑으로 사용하는 곡물)에 말아서 아이들이 혀를 데는 것을 방지했으며, 이것이 오메기떡의 원형이 되었다.
익힌 반죽의 나머지 부분을 반죽과 같은 농도로 다시 반죽하고 효모와 혼합하여 오메기술로 발효시킨다. 이처럼 오메기떡의 원형은 결코 장기간 보존하여 가게에서 파는 것이 아니었다. 실제로 익힌 차조 반죽은 하루 정도 식혀도 딱딱해져 먹을 수 없게 된다. 그래서 현대식 오메기떡은 형태와 맛이 많이 달라졌다.

### 현대식 오메기떡
한국 관광업계에서 오메기떡의 인기 급상승은 2010년대 초부터 시작됐다. 그 결과 오메기떡의 모양과 맛, 구성이 최근 몇 년 동안 크게 바뀌어 거의 완전히 다른 종류의 떡이 되었다. 차조가 더 이상 대량으로 생산되지 않기 때문에 오늘날 가게에서 파는 대부분의 오메기떡에는 차조가 전혀 들어가지 않는다. 대신, 이 새로운 오메기떡 브랜딩은 원래 상대의 모양, 이름 및 "전통적인 브랜딩"을 차용한다.
현대식 오메기떡은 젊은 세대의 입맛에 맞추기 위해 쑥과 설탕을 섞은 찹쌀가루를 사용한다. 쌀가루는 떡을 더 쫄깃하게 하고 쑥을 넣으면 오메기떡 본연의 초록색을 살릴 수 있다. 설탕은 단맛을 더해 오메기떡을 시장성 있는 디저트 상품으로 승격시켰다. 재료의 현대적 혼합은 또한 오메기떡을 저장하고 보존하기 쉽게 하여 전국적으로 판매 및 배송될 수 있게 만들었다. 몇몇 상인들은 팥 대신에 견과류와 같은 다른 고물을 사용하거나 반죽에 바나나와 같은 외국 풍미를 더하는 실험을 하고 있다.

## 같이 보기
- 떡
- 한국 요리
- 한국의 후식 목록
- 한국의 향토음식